# Bou Mhel el-Bassatine
Bou Mhel el-Bassatine (arabisch: بومهل البساتين) ist eine Stadt in den südlichen Vororten von Tunis, etwa zehn Kilometer vom Stadtzentrum entfernt.
Es bildet sowohl eine Delegation als auch eine Gemeinde mit 40.101 Einwohnern im Jahr 2014; beide sind dem Gouvernement Ben Arous zugeordnet.
Sie ist das Ergebnis der Agglomeration zweier Städte, Bou Mhel und El-Bassatine (arabisch für "Gärten"), die ab den 1980er Jahren mit der Entwicklung der Stadtfront im Süden des Großraums Tunis eine starke Entwicklung erfuhren. Die Lage in der Nähe der Sportstadt Radès, der Route nationale 1 (RN1) und der Küstenstadt Ezzahra begünstigten die Entwicklung der Stadt.